# Сярско българско педагогическо училище
Българското педагогическо училище е учебно заведение, съществувало в град Сяр, Османската империя от 1895 до 1913 година, имащо за цел да подготвя учители за българските училища в Източна Македония. Сред учителите в педагогическото училище са Иван Снегаров, Атанас Наумов, Георги Фотев, Димитър Трендафилов, Благой Калеичев, Михаил Сарафов.

## История

### Начално и класно училище
Учебното заведение е наследник на българското класно мъжко училище в Сяр. Още със създаването на Българската екзархия в 1871 година в Сяр е изпратен като български учител Стефан Салгънджиев. Откритото от него българско училище работи до 1878 година, когато е закрито поради Руско-турската война. След войната, в 1882 година Екзархията назначава за учители в Сяр Петър Сарафов и Димитър Мавродиев. В училището учат около 35 ученици в отделенията и в първи клас. В учебната 1886/1887 година училището става третокласно, а в 1888/1889 година четвъртокласно и към него е открит пансион.
Директор на училището в 1888/1889 и 1889/1890 е Константин Брадински, а в него преподава Георги Стрезов. В 1890/1891 година директор е Георги Кандиларов, в 1891/1892 година - Васил Кънчов, в 1892/1893 година Иван Благоев, в 1893/1894 година Христо Матов, а в 1894/1895 година Димитър Страшимиров.
| Брой на учениците в четвъртокласното училище | Брой на учениците в четвъртокласното училище | Брой на учениците в четвъртокласното училище | Брой на учениците в четвъртокласното училище | Брой на учениците в четвъртокласното училище | Брой на учениците в четвъртокласното училище | Брой на учениците в четвъртокласното училище |
| №                                            | Учебна година                                | I клас                                       | II клас                                      | III клас                                     | IV клас                                      | Всичко                                       |
| -------------------------------------------- | -------------------------------------------- | -------------------------------------------- | -------------------------------------------- | -------------------------------------------- | -------------------------------------------- | -------------------------------------------- |
| 1.                                           | 1888/1889                                    | 13                                           | 8                                            | 16                                           | 8                                            | 45                                           |
| 2.                                           | 1889/1890                                    | 14                                           | 16                                           | 8                                            | 13                                           | 51                                           |
| 3.                                           | 1890/1891                                    | 22                                           | 20                                           | 17                                           | 13                                           | 72                                           |
| 4.                                           | 1891/1892                                    | 25                                           | 23                                           | 17                                           | 13                                           | 78                                           |
| 5.                                           | 1892/1893                                    | 34                                           | 32                                           | 34                                           | 9                                            | 109                                          |
| 6.                                           | 1893/1894                                    | 19                                           | 39                                           | 23                                           | 22                                           | 103                                          |
| 7.                                           | 1894/1895                                    | 28                                           | 27                                           | 23                                           | 18                                           | 96                                           |
| 8.                                           | 1895/1896                                    | 29                                           | 39                                           | 27                                           | 21                                           | 116                                          |

### Откриване на педагогическото училище
През учебната 1895/1896 година едновременно със закриването на двугодишните Педагогически курсове към Солунската българска мъжка гимназия (открити в 1887/1888 година), Българската екзархия открива две педагогически училища - Сярското и Скопското. Така в Сяр IV клас става временен педагогически курс с 21 ученици, а през следващата 1896/1897 учебна година вече има редовен I педагогически курс 32 ученици. Първият випуск завършва в 1899/1900 година.

### 1900 – 1901 година
В учебната 1900 – 1901 година в третокласното мъжко има 54 ученици, а в педагогическото училище има 65 курсисти – 7 от Сяр, 16 от Сярско, 16 от Неврокопско, 13 от Разлога, 16 от Мелнишко, 15 от Демирхисарско, 7 от Драмско, 6 от Зъхна и останалите от Костурско, Дебърско, Скопско, Одринско. Учителите са 13. Повечето ученици живеят при много добри условия в пансиона – общо 95 деца, като от тях със стипендии от Екзархията са 48, а останалите заплащат различни такси от 2 до 10 лири.
| Учители в 1900 – 1901 година | Учители в 1900 – 1901 година | Учители в 1900 – 1901 година | Учители в 1900 – 1901 година | Учители в 1900 – 1901 година                                   |
| Номер                        | Име                          | Възраст                      | Месторождение                | Образование                                                    |
| ---------------------------- | ---------------------------- | ---------------------------- | ---------------------------- | -------------------------------------------------------------- |
| 1.                           | Христо Данов                 | 33                           | Загоричани                   | филология в Германия, докторат в София                         |
| 2.                           | Марин Шаранков               | 34                           | Лясковец                     |                                                                |
| 3.                           | Христо Попвасилев            | 30                           | Конче                        | химия в София, 1893 г.                                         |
| 4.                           | Павел Ковачев                | 29                           | Свиленград                   | педагогически курсове, 1894 г. и педагогика в Унгария, 1896 г. |
| 5.                           | Йордан Самарджиев            | 25                           | Прилеп                       | литература в Лозана, 1896 г. и в Нанси, 1897 г.                |
| 6.                           | Димитър Галев                | 29                           | Велес                        | педагогика, етика, психология, 1893 г.                         |
| 7.                           | Георги Трайчев               | 31                           | Прилеп                       | Солунска българска мъжка гимназия, 1889 г.                     |
| 8.                           | Петър Попов                  | 30                           | Скопие                       | II курс история в София, 1896 г., I курс в Прага, 1890 г.      |
| 9.                           | Димитър Трендафилов          | 23                           | Горно Броди                  | Духовна семинария, 1900 г.                                     |
| 10.                          | Стефан Иванов                | 30                           | Битоля                       | Педагогически курсове в Солун, 1890 г.                         |
| 11.                          | Никола Цицов                 | 30                           | Куманичево                   | Педагогически курсове в Солун, 1890 г.                         |
| 12.                          | Тодор Апостолов              | 37                           | Воден                        | IV класно гръцко училище, 1878 г.                              |
| 13.                          | Саади ефенди                 | 30                           | Битоля                       | Духовно училище в Цариград                                     |

Годишните изпити в педагогическото училище са проведени от 19 до 30 май 1901 година и са по български език, география, всемирна история, педагогика, математика, естествена история, черковна история, физика, френски език и турски език. На тях се явяват 13 ученици, като успешно завършват 10. Бюджетът на училището е 2137,55 лири, от които 1047 за учителския състав и 90,55 за прислуга, наем, отопление и други. В отчета на училището се казва, че зданието, в което то се намира не е подходящо за целта, но че трудно ще се намери по-подходящо в града.
| Явили се на изпит в 1900 – 1901 година | Явили се на изпит в 1900 – 1901 година | Явили се на изпит в 1900 – 1901 година | Явили се на изпит в 1900 – 1901 година |
| Номер                                  | Име                                    | Месторождение                          | Бележка                                |
| -------------------------------------- | -------------------------------------- | -------------------------------------- | -------------------------------------- |
| 1.                                     | Георги Апостолов                       | Враня                                  | отказал се                             |
| 2.                                     | Атанас Иванов                          | Долна Сингартия                        | отказал се                             |
| 3.                                     | Георги Брадешки                        | Якоруда                                |                                        |
| 4.                                     | Костадин Георгиев                      | Белотинци                              |                                        |
| 5.                                     | Благой Попгеоргиев                     | Зарово                                 |                                        |
| 6.                                     | Иван Попгеоргиев                       | Белотинци                              |                                        |
| 7.                                     | Никола Калиманов                       | Бобища                                 |                                        |
| 8.                                     | Христо Попниколов                      | Миравци                                |                                        |
| 9.                                     | Георги Пъдарев                         | Дупница                                |                                        |
| 10.                                    | Тръпче Попов                           | Владово                                |                                        |
| 11.                                    | Атанас Спасов                          | Враня                                  |                                        |
| 12.                                    | Иван Тилков                            | Кърчово                                |                                        |
| 13.                                    | Георги Попфотев                        | Гявато                                 |                                        |

### 1901 – 1902 година
Поради отличното развитие на училището Екзархията увеличава бюджета на училището и предвидения щат за учители, но поради оставки в 1901 – 1902 година остават десет учители.
| Учители в 1901 – 1902 година | Учители в 1901 – 1902 година | Учители в 1901 – 1902 година | Учители в 1901 – 1902 година | Учители в 1901 – 1902 година | Учители в 1901 – 1902 година                                         |
| Номер                        | Име                          | Възраст                      | Месторождение                | Семейно положение            | Образование                                                          |
| ---------------------------- | ---------------------------- | ---------------------------- | ---------------------------- | ---------------------------- | -------------------------------------------------------------------- |
| 1.                           | Евтим Наков                  | 33                           | Кочани                       | женен                        | Физикоматематически факултет на Софийското висше училище, 1896 г.    |
| 2.                           | Христо Д. Секулов            | 27                           | Щип                          | женен                        | Историко-филолигически факултет в София, 190 г.                      |
| 3.                           | Васил Попов                  | 28                           | Малко Търново                | ерген                        | Историко-филологически факултет, клон философия и педагогика         |
| 4.                           | Илия Ращанов                 | 24                           | Велес                        | ерген                        | Физикоматематическия факултет, химия                                 |
| 5.                           | Димитър Нашев                | 25                           | Свиленград                   | женен                        | Педагогическо училище                                                |
| 6.                           | Петър Попов                  | 34                           | Скопие                       | ерген                        | II курс в Историко-философски факултет и 2 години Музикална академия |
| 7.                           | Драган Тъпков                | 21                           | Прилеп                       | ерген                        | френски колеж                                                        |
| 8.                           | Янаки Гелев                  | 34                           | Бобища                       | женен                        | Юридически факултет в Цариград, 1895                                 |
| 9.                           | Харалампи Самарджиев         | 28                           | Охрид                        |                              | I клас на Солунското двукласно училище                               |
| 10.                          | Тодорка Янчева               | 22                           | Киречкьой                    |                              | Солунска българска девическа гимназия, 1898 г.                       |

Училището разполага с библиотека с 413 книги и снабдени с препарирани животни и растения кабинети по зоология и ботиника. Общо учениците са 109 – 53 в класното и 56 в педагогическото училище, като само 4 отпадат от класовете. Учениците са 8 от Сяр, 18 от Сярско, 16 от Демирхисарско, 18 от Неврокопско, 5 от Мелнишко, 10 от Разложко, 11 от Драмско, 7 от Зъхненско, 3 от Костурско, по 2 от Солунско, Малкотърновско и България и по 1 от Кукушко и Дойранско. Училището тържествено отбелязва 11 май – деня на Светите братя Кирил и Методий, а учебната година завършва с годишен акт на 9 юни 1902 година, на който присъства солунският валия Хасан Фехми паша. Бюджетът на училището е 1110 лири – 1035 за заплати и 75 за прислужник, наем и канцеларски разноски.

### 1905 – 1913 година
| Учители в 1905 – 1906 година | Учители в 1905 – 1906 година |
| Номер                        | Име                          |
| ---------------------------- | ---------------------------- |
| 1.                           | Йордан Николов               |
| 2.                           | Цветан Петров                |
| 3.                           | Иван Палазов                 |
| 4.                           | Антон Попстоилов (директор)  |
| 5.                           | Олга Маджарова               |
| 6.                           | Олга Атанасова               |
| 7.                           | Вера Димитрова               |
| 8.                           | Лазар Читкушев               |
| 9.                           | Иван Караджов                |
| 10.                          | Панче Хаджиздравев           |
| 11.                          | Никола Попикономов           |
| 12.                          | Ангел Букорещлиев            |
| 13.                          | Паскал Горчилов              |
| 14.                          | Илия Хижов                   |

През учебната 1907 – 1908 година преподавател е завършилият Букурещката консерватория Стефан Чернев от Тутракан, който съставя ученически духов и струнен оркестър, в който „почти всички ученици от курсовете и с малки изключения от класовете свирят на цигулка, китара, мандолина и др.“. Участието на оркестъра в годишния акт на 15 юни 1908 година прави голямо впечатление и на чуждестранните гости: английския вицеконсул Ерскин, началника на френска мисия полковник Боман и френските офицери, почетния австрийски вицеконсул, представителя на турските власти и другите длъжностни лица. През великденската ваканция на 1910 година оркестърът отива до Солун. Атанас Разбойников отбелязва: „Серският училищен оркестър беше прочут и единствен в Македония“.
В своята дейност Сярското педагогическото училище не само подготвя бъдещи просветни кадри, но работи и за повишаване квалификацията на действащите. През лятото на 1909 година, от 6 юли до 6 август, тук функционира едномесечен летен курс за учители от основните училища. Тази инициатива продължава и през зимата. На 22 февруари същата година в училището се открива неделно училище с три курса – за неграмотни, за дърводелци и зидари, и за железари. Тук целта е да се ограмотят българските работници и занаятчии.
През 1912 – 1913 година училището има 200 випускници и 13 души персонал, начело с директора Филип Манолов и учители Йордан Кусев, Владимир Цървенков, Йордан Атанасов, секретар Димитър Илиев и иконом Георги Стойков. В прогимназиалното училище преподават Щерьо Нашков и Тодор Шумкаров, а главен инспектор на училищата е Методи Янчулев.
През времето на своето съществуване, за период от 18 години, Сярското българско педагогическо училище дава 13 пълни випуска с над 200 души завършили пълния му курс и стотици други завършили само първи, втори и трети курс. Училището изпълнява напълно своята цел - да подготви местни педагогически кадри за българските основни училища в Македония и Одринско.

## Директори, преподаватели и възпитаници

### Директори
- Константин Самарджиев (1895 – 1897)
- Анастас Наумов (1897 – 1899)
- Атанас Михайлов (1899 – 1900)
- д-р Сребро Данов (1900 – 1901)
- Евтим Наков (1901 – 1902)
- Антон Попстоилов (1904 – 1907)
- Георги Фотев (1907 – 1910)
- д-р Филип Манолов (1910 – 1913)[19]

### Преподаватели в Сярско българско педагогическо училище
- Анастасия Балтова, българска учителка и деятелка от ВМОРО
- Анастас Наумов, български просветен деец и журналист
- Анастас Разбойников, български историк и революционер от ВМОРО
- Антон Попстоилов, български историк, фолклорист и етнограф
- Атанас Саев, български революционер от ВМОРО
- Атанас Ковачев, български революционер от ВМОРО
- Владимир Благоев, български революционер от ВМОРО
- Георги Башлиев, български революционер от ВМОРО
- Георги Стрезов, български юрист и историк
- Димитър Гущанов, български революционер от ВМОРО
- Драган Тъпков, български просветен деец и художник
- Иван Караджов, български революционер от ВМРО
- Иван Сматракалев, български революционер от ВМОРО
- Иван Снегаров, български историк и архивист
- Илия Ращанов, български революционер от ВМОРО
- Йордан Кусев
- Йордан Самарджиев, български просветен деец и активист на ВМОРО
- Кирил Тъпков, български просветен деец
- Лазар Димитров, български революционер от ВМОРО
- Лазар Томов, български общественик и революционер от ВМОРО
- Лазар Читкушев, български революционер от ВМОРО
- Олга Маджарова, българска учителка
- Сребрен Поппетров, български революционер от ВМОРО и ВМРО и политик
- Стефан Чернев, учител по музика[15]
- Христо Далкалъчев, български революционер от ВМОРО
- Христо Матов, български революционер от ВМОРО
- Христо Караманджуков, български общественик и революционер от ВМОРО
- Чудомир Кантарджиев, български революционер от ВМОРО
- Щерьо Нашков[20]

### Възпитаници на Сярско българско педагогическо училище
Сред по-известните са:
- Алеко Василев, български революционер от ВМРО
- Благой Максев, български революционер от ВМОРО и ВМРО
- Владимир Поптомов, български политик от БКП
- Владислав Каназирев, български революционер от ВМОРО
- Георги Казепов, български революционер от ВМОРО
- Георги Кильов, български политик от БКП
- Георги Скрижовски, български революционер от ВМОРО
- Георги Попгеоргиев, български революционер от ВМОРО и политик от БКП
- Иван Анастасов, български революционер от ВМОРО
- Иван Антонов, български духовник и революционер от ВМОРО
- Илия Бижев, български революционер от ВМОРО
- Константин Попатанасов, български офицер, революционер от ВМРО и дипломат
- Мануш Георгиев, български революционер от ВМОРО
- Методи Алексиев, български революционер от ВМОРО и политик от БКП
- Петър Лачинов, български революционер от ВМОРО
- Стойо Хаджиев, български революционер от ВМОРО
- Таската Серски, български революционер от ВМОРО
- Тодор Саев, български военен и революционер, войвода на ВМОК
- Харалампи Поппалов, български просветен деец и свещеник
- Христо Караманджуков, български революционер от ВМОРО
- Христо Разбойников, български революционер от ВМОРО и политик от БЗНС
- Христо Филипов, български просветен деец, революционер от ВМОРО и свещеник